# Radzanów (gmina w powiecie białobrzeskim)
Radzanów – gmina wiejska w województwie mazowieckim, w powiecie białobrzeskim. W latach 1975–1998 gmina położona była w województwie radomskim.
Siedziba gminy to Radzanów.
Według danych z 31 grudnia 2018 r. gminę zamieszkiwały 3884 osoby. Natomiast według danych z 31 grudnia 2023 roku gminę zamieszkiwało 3783 osoby.
Za Królestwa Polskiego gmina należała do powiatu radomskiego w guberni radomskiej. 1 stycznia?/13 stycznia 1870 do gminy przyłączono pozbawione praw miejskich Wyśmierzyce (wyłączone w 1922).

## Struktura powierzchni
Według danych z roku 2002 gmina Radzanów ma obszar ok. 82,59 km², w tym:
- użytki rolne: 81%
- użytki leśne: 13%

Gmina stanowi 12,92% powierzchni powiatu.

## Historia
Gminę zbiorową Radzanów utworzono 13 stycznia 1867 w związku z reformą administracyjną Królestwa Polskiego. Gmina weszła w skład nowego powiatu radomskiego w guberni radomskiej i liczyła 2479 mieszkańców.

## Demografia

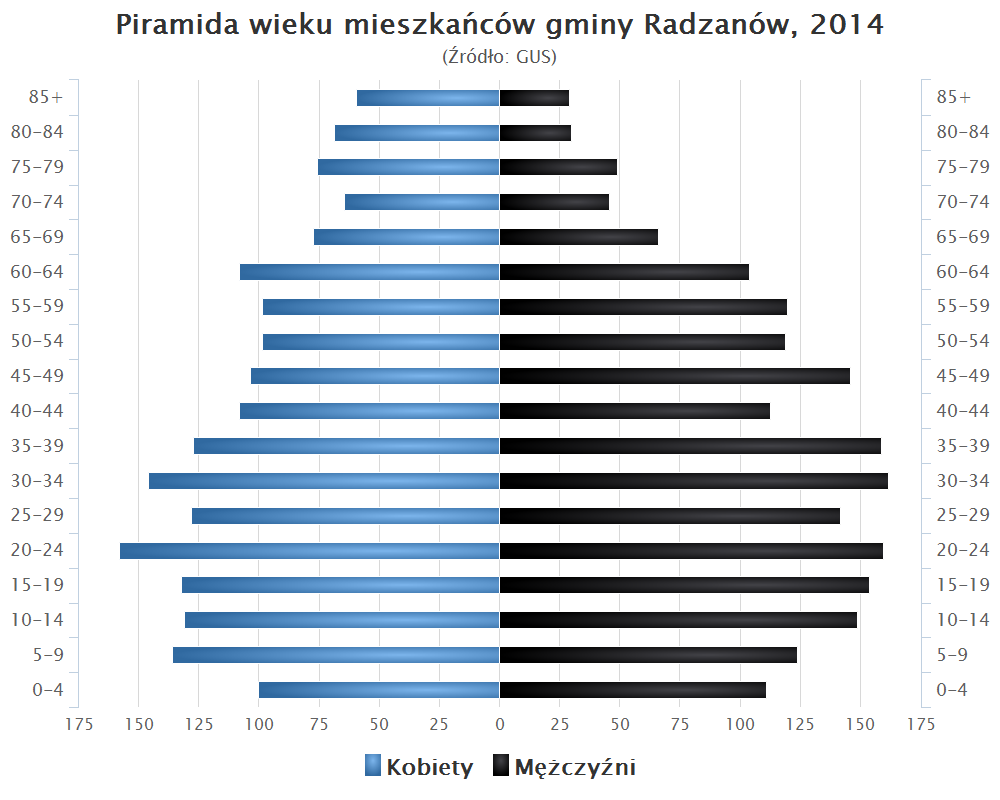
Piramida wieku mieszkańców gminy Radzanów w 2014 roku

Dane z 30 czerwca 2004:
| Opis                              | Ogółem | Ogółem | Kobiety | Kobiety | Mężczyźni | Mężczyźni |
| --------------------------------- | ------ | ------ | ------- | ------- | --------- | --------- |
| jednostka                         | osób   | %      | osób    | %       | osób      | %         |
| populacja                         | 3884   | 100    | 1911    | 49,2    | 1973      | 50,8      |
| gęstość zaludnienia (mieszk./km²) | 47     | 47     | 23,1    | 23,1    | 23,9      | 23,9      |

## Szkoły
Na terenie gminy Radzanów znajdują się następujące szkoły:
- Publiczna Szkoła Podstawowa im. Dionizego Feliksa Czachowskiego w Bukównie
- Publiczna Szkoła Podstawowa im. Henryka Sienkiewicza w Rogolinie
- Publiczna Szkoła Podstawowa im. Janusza Korczaka w Czarnocinie

## Sołectwa
Błeszno, Branica, Bukówno, Czarnocin, Grotki, Kadłubska Wola, Kozłów, Młodynie Dolne, Młodynie Górne, Ocieść, Podlesie, Radzanów, Ratoszyn, Rogolin, Smardzew, Śliwiny, Zacharzów, Żydy
Miejscowości niesołeckie: Gołosze, Kępina, Ludwików, Łukaszów, Podgórze, Wólka Kadłubska

## Sąsiednie gminy
Białobrzegi, Potworów, Przytyk, Stara Błotnica, Wyśmierzyce

## Wójtowie gminy Radzanów
- Wiesław Gajda (1990-2000)
- Jan Piasek (2000-2002)
- Stanisław Fatek (2002-2011)
- Sławomir Kruśliński (2011-nadal)